# Jernværk
Et jernværk eller jernstøberi er en fabrik, hvor jern bliver reffineret ved omsmeltning, og hvor støbejern- og stålprodukter bliver fremstillet. Jernværker blev udbredte, da højovne begyndte erstatte tidligere metoder til jernudvinding. Efter opfindelsen af Bessemerprocessen blev convertere udbredte, og stålværker erstattede jernværkerne.